# Cocurès
Cocurès és un municipi del departament francès del Losera, a la regió d'Occitània.